# فرد كورتيس
فرد كورتيس (بالإنجليزية: Fred Curtis)‏ هو لاعب كرة قاعدة أمريكي، ولد في 30 أكتوبر 1880، وتوفي في 5 أبريل 1939 في منيابولس في الولايات المتحدة.

## وصلات خارجية
- فرد كورتيس على موقعبيزبول رفرنس.كوم (الدوري الرئيسي) (الإنجليزية)
- فرد كورتيس على موقعبيزبول رفرنس.كوم (الدوري الثانوي) (الإنجليزية)